# Palazzo Spinelli di Laurino (Nápoly)
A Palazzo Spinelli di Laurino Nápoly egyik legszebb reneszánsz palotája. A 16. század második felében építették Nápoly történelmi óvárosában a Decumano Inferiore-ban. Nevét az építtető nemesi család után kapta. Az évszázadok során számos változáson ment át: a XVIII. században építették az ellipszis alakú belső udvart és a kettős lépcsőházat.